# Молинг
Мо Линг (умер в 696 году) — второй епископ Фернский (Bishop of Ferns), Ирландия. День памяти — 17 июня.
Город Монамолин, Уэксфорд, также как и приходской храм в Бэлликэнью (Ballycanew) названы в честь святого.
Святой Мо Линг (Mo Ling) основал много храмов, наиболее известный из которых Сент-Маллинс, Карлоу. С его именем связаны многие чудеса. Ему посвящён святой источник в Фернсе, известный как Maodhóg’s Well, названный так в честь св. Айдана Фернского, иначе именуемого св. Маодхог (Maodhóg), покровителя епархии Фернс.